# Velké indické povstání
Velké indické povstání (také povstání sipáhiů) začalo v roce 1857 jako důsledek koloniálního útlaku obyvatel Indie ze strany Britské Východoindické společnosti. Povstání zachvátilo hlavně severní a střední část Indie, především území současných států Uttarpradéš, Madhjapradéš, Bihár a oblast Dillí.

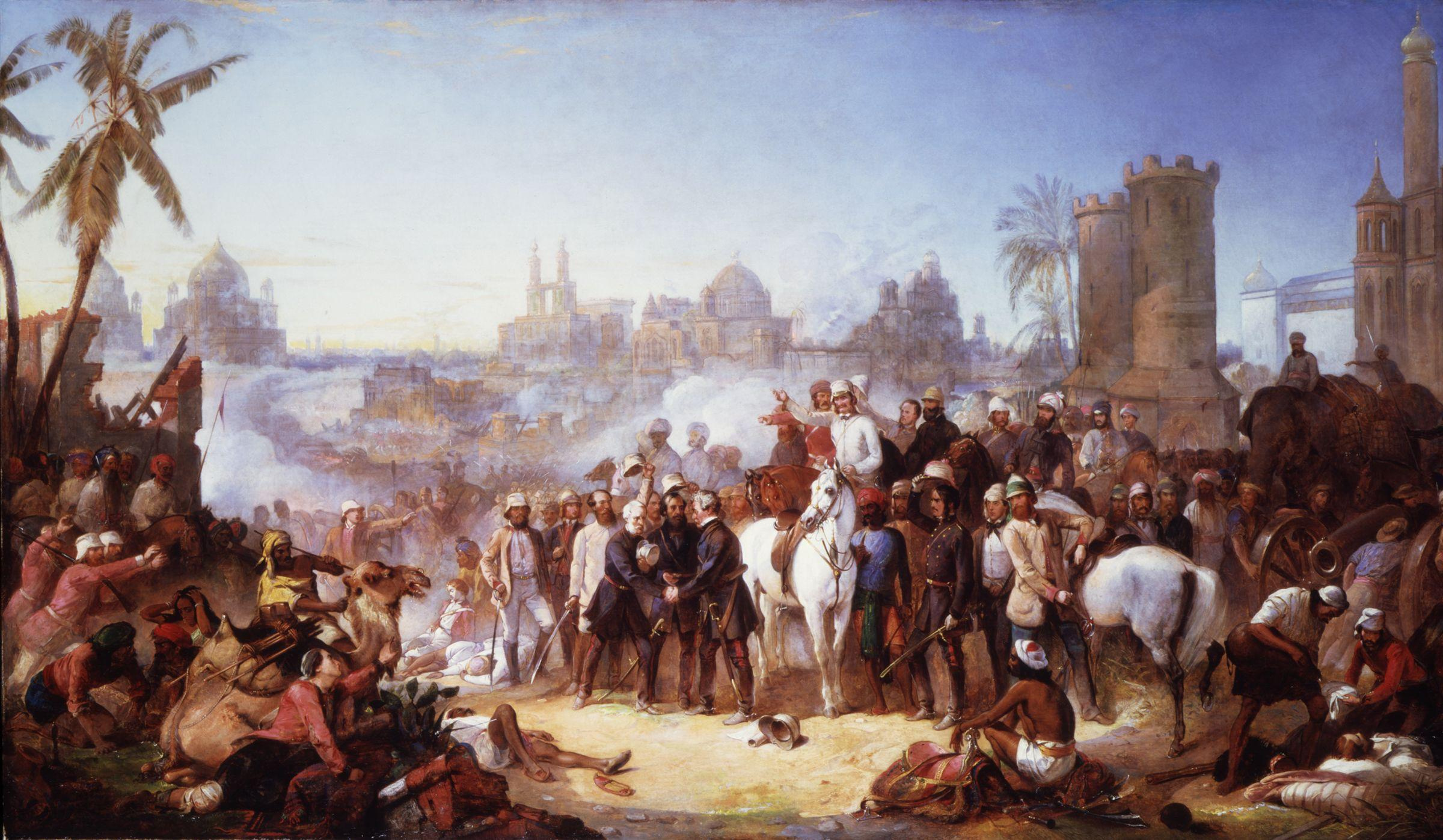
Ukončení obléhání města Lakhnaú

Již od 30. let 19. století v Indii narůstala nespokojenost s vzrůstajícím vlivem Britů. Velký odpor mezi indickou aristokracií vyvolala zvláště politika generálního guvernéra lorda Dalhousieho (v úřadu 1847–1856). Dalhousie uplatňoval právo odúmrti k rozšiřování britského vlivu. V indických knížectvích, kde vládnoucí dynastie neměla mužského dědice, bylo do té doby běžné řešit problém nástupnictví adopcí. Dalhousie se tomu snažil zabránit a knížectví bez mužského dědice násilím připojoval pod britskou správu.
Nepokoje se začaly stupňovat roku 1857. Dne 29. března zastřelil v Barakpuru blízko Kalkaty sipáhí (indický voják v britských službách, nezaměňovat s tureckou jízdou, či koloniální jízdou v Africe) Mangal Pandey britského poddůstojníka, zatímco tomu celý oddíl sipáhiů nečinně přihlížel. Samotné povstání vypuklo dne 10. května 1857 ozbrojenou vzpourou sipáhiů ve městě Mérathu. Záminkou k povstání bylo použití patron, maštěných zvířecím tukem, které měli vojáci před nabitím pušek otevřít kousnutím. Mezi vojáky se šířily fámy, že použitým tukem je hovězí lůj nebo vepřové sádlo. Vzhledem k tomu, že hinduisté nesmí požívat hovězí maso a produkty a pro muslimy se náboženský zákaz týká vepřového, vojáci obou vyznání začali britským velitelům odpírat poslušnost.
Vzbouření vojáci z Méráthu brzy nato obsadili Dillí, kde se do čela povstání alespoň formálně postavil Bahádur Šáh II., poslední mughalský císař. Následovali jej Maráthové pod vedením svého vojevůdce Nány Sáhiba. Postupně se k povstání připojili i další lokální vládcové ale i posádky sipáhiů po celé severní a střední Indii.
Hlavními vojevůdci povstání byli Nána Sáhib, Tanitja Tópí, Azímuddín Chán a královna Lakšmí Báí z Džánsí. Na britské straně se vyznamenali generálové George Anson, Collin Campbell, Hugh Wheeler, James George Smith Neill nebo Henry Havelock.
Z indických národností se v povstání angažovali zejména Maráthové a indičtí muslimové, naopak sikhové a Nepálci se stali spojenci Britů.
Povstalci bojovali statečně, avšak neorganizovaně, nedokázali se účinně spojit, a boje tak měly spíše lokální charakter. Povstalci měli rovněž oproti Britům zastaralou výzbroj a nedostatek financí. Proto byli nakonec poraženi. Poslední zbytky povstaleckých armád kapitulovaly v roce 1859. Obě strany se v průběhu povstání dopouštěly mimořádných krutostí, jako byl neblaze proslulý masakr zajatých britských žen a dětí v Kánpúru. Britové (např. generál James George Smith Neill) zase zajaté povstalce zabíjeli tak, že je přivázali k ústí děla, z něhož pak bylo vystřeleno.
Po potlačení povstání se změnil systém britské správy na území Indie. Správa přešla od Východoindické společnosti přímo na stát. Na území indického subkontinentu byla zřízena kolonie Britská Indie, spravovaná místokrálem.